# 高阳县各级文物保护单位列表
以下为河北省保定市高阳县各级文物保护单位列表。

## 全国重点文物保护单位
| 布里留法工艺学校旧址 | 6-899 | 近現代重要史跡及代表性建築 | 高阳县布里村 | 1917年-1919年 |  |

## 河北省文物保护单位
| 高阳李氏家族墓地 |  | 古墓葬 | 明清 | 高阳县庞口镇南庞口村 |  |